# محوطه خدای قلی
محوطه خدای قلی مربوط به دوران‌های تاریخی پس از اسلام است و در شهرستان مینودشت، دهستان قراولان، پارک ملی گلستان واقع شده و این اثر در تاریخ ۲۷ مرداد ۱۳۸۲ با شمارهٔ ثبت ۹۷۱۷ به‌عنوان یکی از آثار ملی ایران به ثبت رسیده است.